# ISIS Papyrus
ISIS Papyrus es una empresa de desarrollo de software con base en Suiza y presencia internacional en 42 países. ISIS Papyrus está especializada en productos de software estándar para que las compañías atiendan las comunicaciones con sus clientes y den soluciones de gestión de procesos en empresas financieras, de servicios, telecomunicaciones, salud, seguros y sector público.
Con 16 oficinas en todo el mundo, 14 subsidiarias y 3 centros de desarrollo ISIS Papyrus tiene más de 2.000 clientes en todo el mundo que usan sus productos para la gestión de procesos, correspondencia en su negocio, salidas multicanal, captura de documentos y archivo. El desarrollo de software se realiza en Austria, Italia y Alemania.

## Historia
| 1988 | ISIS Information Systems GmbH fundada por Annemarie y Max J. Pucher como Business Partner de IBM para S/370 en Austria                                                         |
| 1990 | Introducción de OverView AFP Designer para diseño gráfico de formularios, vendido todavía por IBM bajo la etiqueta de InfoPrint Designer                                       |
| 1991 | Restructuración de negocio en el Holding Swiss Group para facilitar el crecimiento internacional                                                                               |
| 1991 | Incorporación de la oficina de EE. UU. en Dallas, Texas |
| 1992 | Apertura del nuevo edificio de oficinas en Ma. Enzersdorf, Austria |
| 1993 | Incorporación de la oficina de Asia Pacífico en Singapur |
| 1994 | Introducción de Papyrus Designer y DocEXEC para paginar documentos dinámicos como facturas y pólizas                                                                           |
| 1995 | Introducción de Papyrus Print Server para convertir corrientes de impresión AFP en diferentes impresoras como PCL3/4/5, Postscript e IPDS                                      |
| 1996 | Introducción de Papyrus PrintPool para la gestión de salidas de documentos |
| 1998 | Introducción de Papyrus WebArchive como producto independiente para el archivo de documentos                                                                                   |
| 1998 | Incorporación de ISIS Papyrus Italy SRL para desarrollo de software en Ivrea                                                                                                   |
| 1999 | Adquisición de Improx AG, proveedor de captura de documentos, imágenes y tecnología OCR                                                                                        |
| 2001 | Introducción de la Plataforma Papyrus usando la arquitectura Papyrus Objects para integración, gestión de procesos y contenidos con WebRepository                              |
| 2001 | Inauguración del nuevo edificio de oficinas de EE. UU. en Southlake, Texas |
| 2002 | Adquisición de ÖDAF GmbH, compañía de software alemana con su línea de productos TEXID                                                                                         |
| 2003 | Introducción de Papyrus WebPortal para la Plataforma Papyrus |
| 2003 | Inauguración de la Villa Solaro totalmente restaurada como oficina en Ivrea, Italia                                                                                            |
| 2004 | Integración de Papyrus WebArchive en la Plataforma Papyrus |
| 2005 | Introducción de una tecnología integrada single-sign-on para la Plataforma Papyrus con SmartCard y autenticación de huella digital                                             |
| 2006 | Introducción de User-Trained Agent (UTA), funcionalidad patentada de Papyrus que usa aprendizaje transductivo para permitir Complex Event Processing (CEP)                     |
| 2007 | Anuncio de la Plataforma Papyrus V7 con Registro de Actividades, Reglas de Lenguaje Natural y tecnología Papyrus EYE GUI, una Aplicación Internet que usa Flash, Ajax o iPhone |
| 2007 | Inauguración de Watership Barn totalmente reformada como oficina en Kingsclere, UK                                                                                             |
| 2008 | 20 aniversario |
| 2008 | Annemarie Pucher nominada finalista para el Premio Stevie Lifetime Achievement para Mujeres de Negocios                                                                        |
| 2009 | Max Pucher recibe el Premio Lifetime Achievement de Xplor International |
| 2009 | Roberto Anzola, Mánager R&D, elegido para la Junta Directiva del Consorcio AFP                                                                                                 |
| 2010 | Annemarie Pucher recibe el premio "Women of Dinstinction" de OutputLinks |
| 2012 | ISIS Marketing Services GmbH e ISIS Information Systems GmbH se integran en la nueva compañía ISIS Papyrus Europe AG                                                           |

## Estructura del Grupo
ISIS Holding AG, Zug, Suiza (1991)

ISIS Papyrus Software AG, Zug, Suiza (1991)

ISIS Information Systems GmbH, Ma. Enzersdorf, Austria (1988)

ISIS Marketing Service GmbH (1991)

ISIS Papyrus America, Inc., Southlake, TX (1992)

ISIS Papyrus Deutschland GmbH, Düsseldorf, BRD (2002)

ISIS Papyrus Asia Pacific Ltd., Singapur (1993)

ISIS Papyrus UK Ltd., Kingsclere (1997)

ISIS Papyrus Italy SRL, Ivrea (1998)

ISIS Papyrus France SARL, París (2005)

ISIS THOT  S.L., Madrid, España (1997, empresa asociada)

ISIS Papyrus Netherlands B.V. (2008)

ISIS Papyrus Nordics ApS (2009)

ISIS Papyrus Europe AG, Austria (2012)

## Aplicaciones Comunes
Las aplicaciones más comunes implementadas con Papyrus son: 
- Facturación de alto volumen para servicios, telecomunicaciones, correos seguros
- Extractos de cuentas e inversiones, informes para clientes bancarios
- Pólizas de seguros y proceso de reclamaciones
- Escaneado de documentos, captura y extracción de datos de cheques bancarios
- Procesos de facturas entrantes
- Gestión de contenidos
- Venta de hipotecas y atención al cliente
- Comunicación con el cliente en banca
- Creación de plantillas de correspondencia
- Aplicación de préstamos

## Conceptos de Negocio ISIS Papyrus
ISIS Papyrus sólo vende software estándar. Nunca personaliza su software para un cliente en particular. Las mejoras siempre son parte de un desarrollo del producto estándar. ISIS Papyrus tampoco ofrece APIs (application programming interfaces) ya que éstos crean una estructura rígida con el cliente y no son portables entre sistemas operativos. Todos los módulos se desarrollan en C++ independientemente del código fuente y no usan librerías específicas de plataformas como MS-MFC o similar. Además todos los módulos son idénticos para todas las plataformas.
ISIS Papyrus tiene un modelo de precios decreciente para múltiples copias, que es mejor que ofrecer descuentos arbitrarios sobre los precios lista. Todos los clientes reciben los mismos descuentos. ISIS Papyrus ofrece un acuerdo de mantenimiento que protege la inversión en el software. El software que está en mantenimiento se puede actualizar con nuevos productos o cambiar a otros sistemas operativos pagando la diferencia de precio. El mantenimiento incluye en la mayoría de los casos TODAS las actualizaciones de software y cambios de versión. También incluye el soporte del Project Quality Assurance, un equipo que da soporte a los clientes en la implementación y fase inicial de producción.
ISIS Papyrus tiene un programa de certificación profesional para sus consultores y partners ofreciendo así un gran grupo internacional de consultores que ejecutan los proyectos de los clientes.

## Tecnología e Innovación
Una de las innovaciones de ISIS Papyrus fue el uso obligatorio de un formato de documento electrónico para la gestión de documentos que se envían directamente a la impresión. El concepto ISIS es independizar el programa de la aplicación del hardware de la impresora. En 1994 este paso supuso una auténtica innovación. A falta de cualquier otro formato bien documentado, ISIS usaba el formato de corriente de datos AFP de IBM que se usa mucho para aplicaciones de gran volumen. La ventaja más importante de usar dicho formato fue la estandarización de todos los recursos del documento tales como fonts, imágenes y formularios, y además la posibilidad de elegir el destino y tecnología de impresión sólo en el momento de imprimir. Aún hoy día otros vendedores sólo generan una corriente de datos en un momento y no suministran el original electrónico para su proceso y archivo. El PDF ha asumido el rol del original electrónico desde que se estandarizó como PDF/A. PDF todavía no es operativo para aplicaciones de gran volumen.
La diferencia clave con otros vendedores DOM (Document Output Management) es el lenguaje de formateo basado en scripts, definido en Papyrus Designer de forma totalmente gráfica. Formateo de hasta 30 millones de páginas por hora. Aproximadamente el 50% de los documentos suministrados con Tarjetas de Crédito Americanas son formateados con Papyrus en las más grandes empresas de servicios. 
En 1997 ISIS comenzó a comercializar el Papyrus Client, un front-end interactivo de usuario para generación de cartas completamente compatible con DocEXEC. Proporcionaba a los usuarios capacidades para hacer documentos interactivos que requieran control de los procesos relacionados. Los clientes desarrollaban sus propios interfaces de usuario o integraban el Papyrus Client en los escenarios de workflow con gran esfuerzo. ISIS decidió aportar una aplicación front-end extremadamente flexible para las aplicaciones de contenidos y procesos. La arquitectura se llamó Papyrus Objects.
Para gestionar este entorno de aplicación era necesaria una facilidad central llamada Papyrus WebRepository. Mientras que la arquitectura Papyrus Objects era inicialmente un mecanismo de workflow font-end, con el paso de los años se convirtió en una potente plataforma debido a las necesidades de los clientes. Las primeras instalaciones importantes se hicieron en 2001. Las capacidades de las aplicaciones fueron comercializadas en el área de gestión de documentos como “Document Switchboard”. Añadiendo un motor de reglas, los adaptadores de datos, el WebPortal y el sistema completo de versionado se llaman ahora “Plataforma Papyrus” para la gestión de contenidos y procesos.
En 1999 ISIS Papyrus compró Improx AG, el especialista en Captura de Documentos, cuya tecnología Machine Learning Document Classification fue integrada en la Plataforma Papyrus, convirtiendo a ISIS en el primer vendedor para el escenario de Entrada-Proceso-Salida ECM (Enterprise Content Management) en 2001.
La columna vertebral de la Plataforma ISIS Papyrus es una base de datos relacional de objetos distribuida que se configura automáticamente mediante definición de objetos en WebRepository. A través de su Enterprise Service Bus patentado y orientado a objetos, se comunica con todos los servidores y PCs en una red independientemente del sistema operativo. Permite cambios del versionado de definiciones de objetos en todo el sistema desde cualquier punto. La Plataforma ISIS Papyrus permite  los términos de las aplicaciones dinámicas de negocio según Forrester Research.
En 2009 la compañía presentó un AFP Viewer gratis junto con la organización estándar AFP Consortium. En 2010, ISIS Papyrus se convirtió en socio fundador de OASIS – Organización para el Avance de los Estándares de Información Estructurada. En 2010 también salió la primera aplicación para iPhone.